# Marcel De Mulder
Marcel De Mulder (né le 29 mars 1928 à Nokere et mort le 18 mai 2011) est un coureur cycliste belge.

## Biographie
Professionnel de 1949 à 1959, il a été vainqueur d'étape du Critérium du Dauphiné libéré et du Tour d'Allemagne. Il s'est classé deuxième du Tour de Belgique en 1951 et 1952, du Tour d'Allemagne en 1952, troisième du Critérium du Dauphiné libéré en 1955. Son frère Frans a également été coureur professionnel et a remporté le Tour d'Espagne 1960.

## Palmarès
- 1947 :
  - Étoile des Amateurs :
    - Classement général ;
    - 2e étape.

  - 2e de Gand-Ypres ;
  - 3e du Manx Trophy.

- 1948 :
  - Tour de Belgique indépendants :
    - Classement général ;
    - 3e étape.

  - Mouscron-Pamel indépendants ;
  - Liège-Charleroi-Liège.

- 1949 : 5e de la Flèche wallonne.

- 1950 :
  - 4e étape du Tour de Belgique ;
  - 4e de la Flèche wallonne.

- 1951 :
  - 2e étape du Critérium du Dauphiné libéré ;
  - 2e du Tour de Belgique ;
  - 5e du Critérium du Dauphiné libéré.

- 1952 :
  - 4e étape du Tour d'Allemagne ;
  - 2e du Tour d'Allemagne ;
  - 2e du Circuit des cinq collines ;
  - 2e du Tour de Belgique ;
  - 3e du championnat de Belgique sur route ;
  - 7e de Paris-Bruxelles ;
  - 8e du Tour de Suisse.

- 1953 :
  - 2e du Circuit des cinq collines ;
  - 3e de À travers la Belgique.

- 1954 :
  - 3e de Mandel-Lys-Escaut ;
  - 5e du Tour des Flandres ;
  - 5e de Liège-Bastogne-Liège ;
  - 7e de Paris-Roubaix.

- 1955 :
  - 3e de Mandel-Lys-Escaut ;
  - 3e du Critérium du Dauphiné libéré ;
  - 3e du Circuit du Houtland-Torhout.

## Résultats sur les grands tours

### Tour de France
4 participations :
- 1949 : 21e ;
- 1950 : 16e ;
- 1951 : 13e ;
- 1954 : 21e.